# Steppelemming
De steppelemming (Lagurus lagurus)  is een zoogdier uit de familie Cricetidae. De wetenschappelijke naam van de soort werd  gepubliceerd door Pallas in 1773.

## Kenmerken
Steppelemmingen hebben een lange, waterdichte vacht, die zelfs oren en tenen bedekt, waardoor deze dieren zelfs in de kou van de steppe warm worden gehouden. De rug is lichtgrijs tot kaneelbruin met een zwarte middenstreep, de buik is lichtgekleurd. De lichaamslengte bedraagt 8 tot 12 cm, de staartlengte 0,7 tot 2 cm en het gewicht 25 tot 35 gram.

## Leefwijze
Deze dieren graven voor tijdelijk onderdak tot 30 cm diepe holen. Permanente holen met nestkamers, die met gras bekleed zijn, maken ze wel drie keer zo diep.

## Voortplanting
Het vrouwtje krijgt 5 nesten per jaar, met 12 jongen per worp.

## Verspreiding
Deze soort komt voor in steppen en woestijnachtige streken van Oost-Europa tot Oost-Azië, met name van Oekraïne via Kazachstan naar Zuid-Rusland, West-Mongolië en Noordwest-China.